# 野村二郎 (歌人)
野村 二郎（のむら じろう、1936年 - ）は、日本の歌人。

## 来歴・人物
岐阜県山県市（旧伊自良村）出身。日本大学経済学部卒業後、地方銀行に勤務。退職後本格的に作歌を始め、歌集「樹木に燃ゆる」「二月の雨」を発表。静かに優しく温かく見守る視線がかたちづくる世界観が持ち味。